# The Weinstein Company
Pour les articles homonymes, voir Weinstein.
The Weinstein Company était une société américaine de production et de distribution de films. Elle a été créée par les frères Harvey et Bob Weinstein en 2005, après leur départ de Miramax Films, qu'ils avaient créée en 1979, et qui avait été rachetée par The Walt Disney Company en 1993. Dimension Films, ancienne filiale de Miramax spécialisée dans les films de genre, fait maintenant partie de la Weinstein Company.

## Historique
Les premières sorties de la compagnie en 2005 sont Dérapage (avec Clive Owen, Jennifer Aniston et Vincent Cassel), Transamerica (avec Felicity Huffman), La Véritable Histoire du Petit Chaperon rouge, Madame Henderson présente (de Stephen Frears) et The Matador (avec Pierce Brosnan).
En mars 2006, la compagnie annonce un partenariat de distribution avec la Metro-Goldwyn-Mayer. La MGM distribuera alors certains films de la compagnie.
En juillet 2006, les frères Weinstein et Robert L. Johnson créent Our Stories Films (en), spécialisée dans les films Afro-Américains.
Fin août 2006, la compagnie ainsi que les investisseurs de Hubbard Broadcasting Corporation lancent Ovation, une chaîne du câble spécialisée sur les arts. En novembre 2006, un accord de 3 ans est signé avec Blockbuster Inc. pour la distribution de films en vidéo.
Le 24 mai 2007, la Weinstein Company annonce le lancement de nouveaux labels pour distribuer des films directement en vidéo : The Miriam Collection, Kaleidoscope TWC et Dimension Extreme.

### Scandale et cession
Le 6 octobre 2017, Harvey Weinstein, empêtré dans des accusations de harcèlement sexuel dans l'affaire le concernant, annonce son retrait temporaire de la compagnie. Il est finalement officiellement renvoyé deux jours plus tard, le 8 octobre 2017. Peu après, les exécutifs de TWC annoncent qu'il ne sera pas crédité sur les sorties à venir du studio et qu'un renommage de l'entreprise est même envisagé. Par ailleurs, plusieurs films, séries et marques rompent leur contrat avec The Weinstein Company.
Cependant, bien avant que le scandale n'éclate, TWC rencontrait des problèmes financiers depuis plusieurs mois. La compagnie connaît même des échecs, comme Gold de Stephen Gaghan et arrive moins facilement à placer ses films en compétition aux Oscars.
Le 26 février 2018, après le scandale dont a fait l'objet Harvey Weinstein, la société annonce son intention de se déclarer en faillite.
Début mars 2018, une partie de ses actifs (dont 150 salariés) devait être reprise par Maria Contreras-Sweet (ancienne responsable des PME sous la présidence de Barack Obama), avec le soutien financier du milliardaire Ron Burkle. Elle prévoyait notamment la création d’un fonds d'indemnisation aux victimes d'Harvey Weinstein et de confier une majorité de postes administratifs à des femmes. Mais l'offre de reprise est annulée et The Weinstein Company se déclare officiellement en faillite le 19 mars 2018. Toutes les clauses de confidentialité utilisées par Harvey Weinstein « comme une arme secrète pour réduire au silence ses accusatrices » pour se protéger sont également supprimées. Mi-juillet 2018, TWC a été vendue à la société d'investissement Lantern Capital Partners de Dallas pour 289 millions de dollars. Lantern assume les droits de la bibliothèque de 277 films de TWC.
À la suite du rachat par Lantern, plusieurs stars hollywoodiennes se retournent contre le nouveau propriétaire pour demander compensations sur les revenus cachés par The Weinstein Company ces dernières années, mais Lantern se désengage de cette responsabilité, affirmant ne pas avoir acquis les irrégularités de paiement de son prédécesseur.

### Controverse
En 2013, Kyle Smith, critique cinématographique au New York Post, reproche à Harvey Weinstein d'avoir produit de nombreux films anticatholiques, parmi lesquels Prêtre (1994), Le Garçon boucher (1997), The Magdalene Sisters (2002) et Philomena (2013).

## Filmographie

### Production (sélection)
- 2006 : Doogal uniquement aux États-Unis
- 2007 : Troupe d'élite de José Padilha
- 2007 : Chambre 1408 de Mikael Håfström
- 2007 : Planète Terreur de Robert Rodriguez
- 2007 : Boulevard de la mort de Quentin Tarantino
- 2007 : The Mist de Frank Darabont
- 2007 : Halloween de Rob Zombie
- 2007 : Le Journal d'une baby-sitter de Shari Springer Berman et Robert Pulcini
- 2008 : John Rambo de Sylvester Stallone
- 2008 : Vicky Cristina Barcelona de Woody Allen
- 2009 : Inglourious Basterds de Quentin Tarantino
- 2009 : Nine de Rob Marshall
- 2009 : Halloween 2 de Rob Zombie
- 2010 : Piranha 3D de Alexandre Aja
- 2010 : Le Discours d'un roi de Tom Hooper
- 2010 : Submarine de Richard Ayoade
- 2010 : Fighter de David O. Russell
- 2011 : Scream 4 de Wes Craven
- 2011 : My Week with Marilyn de Simon Curtis
- 2011 : La Dame de fer (The Iron Lady) de Phyllida Lloyd
- 2012 : Des hommes sans loi de John Hillcoat
- 2012 : Happiness Therapy de David O. Russell
- 2012 : Django Unchained de Quentin Tarantino
- 2014 : Imitation Game de Morten Tyldum
- 2015 : Les Huit Salopards (The Hateful Eight) de Quentin Tarantino
- 2016 : Tigre et Dragon 2 (Crouching Tiger, Hidden Dragon: Sword of Destiny) de Yuen Woo-ping
- 2017 : Marie Madeleine (Mary Magdalene) de Garth Davis
- 2017 : The Upside de Neil Burger

### Distribution aux États-Unis/Canada
N.B. : ci-dessous , films distribués par The Weinstein Company ayant dépassé les 100 millions de recettes aux États-Unis et Canada réunis.
|   | Films                | Réalisateurs      | Années | Recette États-Unis / Canada |
| 1 | Django Unchained     | Quentin Tarantino | 2013   | 162 805 434 $               |
| 2 | Le Discours d'un roi | Tom Hooper        | 2010   | 138 797 449 $               |
| 3 | Happiness Therapy    | David O. Russell  | 2012   | 132 092 958 $               |
| 4 | Inglourious Basterds | Quentin Tarantino | 2009   | 120 540 719 $               |
| 5 | Le Majordome         | Lee Daniels       | 2013   | 116 192 311 $               |